# 336 pr. n. št.

## Dogodki
- Aleksander III. Makedonski postane makedonski kralj in hegemon Korintske zveze.

## Smrti
- Artakserks IV., perzijski kralj in faraon (* ni znano)
- Filip II. Makedonski (* 382 pr. n. št.)